# Venom: The Last Dance
Venom: The Last Dance è un film del 2024 scritto, diretto e co-prodotto da Kelly Marcel, al suo debutto alla regia.
Basato sul personaggio di Venom di Marvel Comics è il quinto film del Sony's Spider-Man Universe (SSU) e sequel di Venom - La furia di Carnage (2021), nonché l'ultimo capitolo della trilogia cinematografica dedicata al personaggio.

## Trama
Eddie Brock e il simbionte Venom sono ubriachi in un bar in Messico, ma il secondo incantesimo del Dr. Strange li riporta nel loro mondo nello stesso posto, dopo la loro recente battaglia con Carnage. In quel momento l'omicidio di Patrick Mulligan viene trasmesso al notiziario ed Eddie viene identificato come principale sospettato; l'ex giornalista decide quindi di partire per New York City e tentare di riabilitare il suo nome, poiché ha abbastanza materiale per ricattare un giudice corrotto.
All'insaputa di entrambi una creatura nota come Xenophage ha iniziato a seguirli. I recenti eventi catturano l'attenzione di Rex Strickland, un soldato che supervisiona Imperium, un'operazione governativa che ha sito nell'Area 51, che verrà presto dismessa, per la cattura e lo studio di altri simbionti caduti precedentemente sul pianeta; grazie ai filmati di alcune telecamere, i soldati irrompono nel bar che Eddie e Venom hanno visitato, arrestano il barista e recuperano un frammento del simbionte rimasto attaccato a una moneta. Mulligan, in realtà sopravvissuto al suo incontro con Carnage, viene catturato dopo essere stato salvato da un simbionte sfuggito ai soldati (Toxin) e interrogato da Strickland, dalla dottoressa Teddie Payne e dalla sua collaboratrice Sadie Christmas, rivelando lo scopo dei simbionti sulla Terra: il mandante della Xenophage è Knull, il creatore dei simbionti, il quale era stato rinchiuso in una prigione dalle sue stesse creature per via del suo carattere crudele e spietato e recentemente ha percepito un modo per liberarsi.
Mentre stanno attaccati al lato di un aereo diretto a New York City, Eddie e Venom vengono attaccati dalla Xenophage e sono costretti a lanciarsi in un deserto. Una volta atterrati, Venom spiega a Eddie che le Xenophage sono state liberate nell'universo da Knull per un preciso motivo: ogni volta in cui un simbionte riporta in vita il suo ospite, involontariamente forgia un "Codex", una chiave che può liberare Knull dalla prigione in cui i simbionti lo avevano intrappolato; poiché Venom ha rianimato Eddie una volta, ora porta con sé il Codex e la Xenophage riuscirà a trovarli ogni volta che i due si trasformeranno completamente. Dopo essere finiti in un'imboscata tesa da Strickland e dal suo team ed essere riusciti a malapena a scappare dalla Xenophage, che uccide i soldati, Eddie e Venom incontrano i Moon, un famiglia hippy in viaggio verso l'Area 51, i quali offrono ai due un passaggio per Las Vegas. Nel frattempo, il nuovo simbionte di Mulligan informa Strickland e il suo team delle vere intenzioni di Knull, compreso che una volta libero annienterà ogni cosa e del ruolo del Codex, che può essere distrutto solo se Eddie o Venom muoiono.
Arrivati a Las Vegas, Eddie e Venom entrano in un casinò per vincere soldi con cui arrivare a New York, finendo tuttavia per perdere i pochi risparmi rimasti e incontrano la signora Chen, con la quale Venom condivide un ballo in cambio di un aiuto economico; dopo essere scampati ad un altro attacco della Xenophage, la squadra di Strickland arriva, cattura Venom e immobilizza Eddie, per poi portare i due alla base di Imperium. Nell'Area 51, Eddie sta per essere giustiziato, ma Venom riesce a fuggire grazie a Sadie e lo salva, attirando tuttavia di nuovo l'attenzione della Xenophage; Mulligan e il suo simbionte si sacrificano, venendo divorati dalla bestia aliena. Venom ordina il rilascio degli altri simbionti confinati nel laboratorio, che si legano a nuovi ospiti per combattere la Xenophage; mentre fuggono dalla base Eddie, Strickland e Payne incontrano i Moon, che si sono anche loro infiltrati nell'Area 51 alla ricerca di alieni. Knull, dopo aver individuato la posizione del Codex, invia altre Xenophage attraverso i portali per attaccare Venom. Eddie tenta di attirare le creature per salvare i Moon, che scappano con l'aiuto degli altri simbionti, che vengono divorati dalle Xenophage assieme al resto del personale della base. Rendendosi conto che deve separarsi dal suo ospite per distruggere il Codex e salvare l'universo, Venom dice addio ad Eddie e si fonde con le Xenophage, trascinandole verso delle vasche di acido usate per lo smaltimento di materiale della base mentre Strickland, ferito a morte, lo aiuta facendo esplodere le sue granate per distruggerle; Payne si fonde con l'ultimo simbionte rimasto (Agony) e salva Sadie, recuperando l'uso del braccio sinistro perso in gioventù, mentre Eddie, grazie a un portellone lasciatogli da Venom per proteggerlo, si salva e sviene mentre la base brucia.
Eddie si risveglia in un ospedale e viene informato da un funzionario federale che grazie alle sue azioni eroiche con Venom all'Area 51, la sua intera fedina penale è stata cancellata, ma non potrà parlarne mai con nessuno. Arrivato a New York City, Eddie ripensa alle sue avventure vissute con Venom mentre guarda la statua della Libertà.
In una scena a metà dei titoli di coda, Knull esclama che l'universo non è più al sicuro da lui ora che Venom è scomparso e afferma che il "King in Black" sta arrivando.
In una scena dopo i titoli di coda il barista messicano, sopravvissuto alla distruzione dell'Area 51, esce dalla cella in cui era stato rinchiuso, trovando il complesso distrutto e scappando via in preda al panico; nel mentre uno scarafaggio, che sembra essersi fuso con il frammento di Venom recuperato nel bar da Strickland, si allontana dalla scena.

## Promozione
Il trailer del film è stato pubblicato il 3 giugno 2024.

## Distribuzione
Il film è uscito nelle sale cinematografiche italiane il 24 ottobre 2024 e in quelle nordamericane il giorno successivo.

## Accoglienza

### Incassi
A fronte di un budget di 120 milioni di dollari, il film ha incassato 139755882 $ in Nord America e 339181736 $ nel resto del mondo, per un totale di 478937618 $, risultando l'11º maggior incasso al mondo del 2024.
Secondo Deadline il film per risultare un successo avrebbe dovuto raggiungere 400/450 milioni al box office, successo che ha raggiunto avendone incassato in totale quasi 479 milioni.
È il film con minore incasso della trilogia

### Critica
Il film ha ricevuto recensioni miste da parte della critica, tendenzialmente negative. Sull'aggregatore di recensioni Rotten Tomatoes ha una percentuale di gradimento del 40% basato su 224 recensioni, con un voto medio di 5,5 su 10. Su Metacritic ottiene un punteggio di 41 su 100 basato su 47 recensioni.